# Happy Birthday Sweet Sixteen
| Оценки критиков | Оценки критиков |
| Источник        | Оценка          |
| --------------- | --------------- |
| AllMusic        | Без оценки      |

«Happy Birthday Sweet Sixteen» — песня американского певца Нила Седаки. Была издана отдельным синглом на лейбле RCA Victor в конце 1961 года.
Музыку написал сам Седака, стихи — его постоянный соавтор Ховард Гринфилд.
Зимой в конце 1961 года песня почти вошла в первую пятёрку в США. Из первых восьми хитов певца в США это был один из двух самых больших. А где-то через 7 месяцев спустя у Седаки выйдет песня «Breaking Up Is Hard to Do», которая принесёт ему поистине огромную популярность.